# サムズ
株式会社サムズは、東京都目黒区目黒に本社を置く、日本のエンターテインメント業、飲食業、建築業。代表取締役社長は舩江修。

## 概要
2003年 舩江修 によって創業された「クリエイターコミュニティーサムズ」を前身とし
2007年に株式会社サムズとして法人化。
エンターテインメント事業（音楽、映像制作・イベント製作）等を中心とし
2007年より飲食事業、2008年の建築事業開始。
2012年 音楽レーベル「SAMZ RECORDS」設立。
2015年 グッズ製作販売事業「SAMZ GOODS」開始。
2022年 映画製作事業「SAMZ MOVIE」開始。

## 沿革
- 2003年 10月 - 「creater community SAMZ」（クリエーターコミュニティーサムズ）創業 （神奈川県川崎市）
- 2006年 8月 - 「鉄っぱんや仁六」恵比寿にてプレオープン
- 2007年 1月 - 東京都目黒区中町に移転
- 2007年 3月 - 「株式会社サムズ」設立
- 2007年 3月 - 舩江修が代表取締役社長就任
- 2007年 5月 - 食品営業許可書取得
- 2007年 6月 - 「星空鉄板カフェ teppan仁六」目黒にてオープン
- 2008年 10月 - 「サムズ工事部」設立
- 2009年 10月 - 世界フードフェス「VENDY AWARDS THAILAND 2009」にてteppan仁六 日本グランプリ受賞
- 2011年 4月 - 「SAMZ震災救援活動隊」東北地方太平洋沖地震の復旧・復興協力 第一回派遣（宮城県石巻市・多賀城市）
- 2011年 5月 - 「teppan仁六 delivery」スタート
- 2011年 6月 - 「SAMZ震災救援活動隊」東北地方太平洋沖地震の復旧・復興協力 第二回派遣（宮城県南三陸町・気仙沼市）
- 2012年 1月 - 東京都目黒区目黒に移転
- 2012年 7月 - 新規事業開設に向けて定款変更
- 2012年 9月 - 「SAMZ RECORDS」設立
- 2012年 9月 - 一般社団法人 日本音楽著作権協会と著作権信託契約締結
- 2012年 11月 - 「SAMZ inc. HIROSHIMA」開設
- 2013年 3月 - 「SAMZ RECORDS」音楽配信スタート
- 2013年 5月 - 「SAMZ FES」 音楽フェススタート
- 2013年 5月 - 「Bar F.I.T」恵比寿にてオープン
- 2014年 8月 - 税関輸出入者コード取得
- 2014年 9月 - 電子タバコ「magia～マジーア～」販売開始
- 2015年 3月 -  「SAMZ FES～SAMZ inc．8th Anniversary～」BASEMENT BARにて開催
- 2015年 4月 - グッズ企画販売事業開始「SAMZ GOODS」
- 2016年 7月 - 株式会社 読売巨人軍と商標等使用許諾契約締結
- 2016年 9月 - SAMZ GOODSブランド「GOODS番長」とNunettes Japan Inc．販売業提携締結
- 2018年 12月 - ユニー・ファミリーマートHDグループ 株式会社EVENTIFYと業務委託契約締結、代表取締役社長 舩江修が株式会社EVENTIFY社長付特別アドバイザー就任
- 2019年 10月 - 株式会社すぐると取引契約締結
- 2020年 11月 - ～手洗い・うがい奨励キャンペーン～「あわぐまくんキャンペーン！」スタート、キャンペーンソング「あわぐまくんはキレイ好き！」舩江修が作詞作曲
- 2021年 4月 - 学校法人尚美学園 尚美ミュージックカレッジ専門学校にて非常勤講師派遣契約締結
- 2022年 5月 - 株式会社 百式と事業提携契約締結
- 2022年 5月 - 代表取締役社長 舩江修が株式会社 百式プロデューサーに就任
- 2022年 5月 - 「SAMZ MOVIE」設立
- 2023年 6月 - 株式会社Photosynthと業務提携契約締結
- 2024年 9月 - 「SAMZ FES 2024」Meguro Kahooにて開催
- 2025年 1月 - 「絵はがきサミット2025～サンキューおおの～」舩江修が絵はがきサミット実行委員長に就任

## 事業内容

### SAMZ Artist
- 舩江修（The OYSTARS）
- HARRY（the OYSTARS）
- OYSTARS
- ザ・マスミサイル
- マスダユウキ
- 高尾晶子（業務提携）
- イシイアヤ（業務提携）
- 足立奈穂（業務提携）
- ZACK
- サスケ（業務提携）
- 石田雄治
- 小出翔太
- ネグチマサアキ
- 銭形千冬
- 内田心晴
- ゆうびっと
- 大久保みゆき
- あわぐまくん
- 地井エイヂ
- むかいあぐる
- うえだみつお（上田三夫）
- 高山竜一 （業務提携）
- 向江祐貴
- 前田泰志
- 吉田明花音
- 豪

### SAMZ RECORDS
- 仁六楽団
- 正光女子
- さくマイ
- ハヤテ

### SAMZ Entertainment
- 音楽制作
- 映像制作
- イベント・キャンペーン制作
- デザイン制作
- ホームページ制作
- 機材レンタル・トランスポート

### SAMZ food
店舗、フードブース等の企画、制作、運営、プロデュース、商品の製造及び販売業務全般。
- 星空鉄板カフェ teppan仁六

### サムズ工事部
建築物全般（店舗、テナント、住宅、ビル）の企画、デザイン、設計及び施工。内装解体、外装解体及び産業廃棄物処理

### SAMZ GOODS
プロスポーツ及びタレントノベルティーグッズ企画、製作、販売事業

## プロデュースに関わったイベント・作品
- 広島ナイト2
- 広島ナイト3
- 大野町制55周年記念「ありがとうおおの55」
- SNOWBOMBING　JAPAN’07＠Yeti[1]
- SNOWBOMBING JAPAN’08＠Yeti[2]
- Vendy Awards THAILAND 2009
- ひろコン！
- 正光POP FESTIVAL2012
- 音楽とフードの祭典「ひろフェス！」
- 第一回すきドルグランプリ～愛のミライノメロディ～
- 初島アイランドカーニバル～灼熱の太陽と世界で一番熱い島～」（初島アイランドリゾート）
- 「SAMZ FES～SAMZ inc．8th Anniversary～」（BASEMENT BAR）
- 第二回すきドルグランプリ～ウタうチカラ！～
- LiCROSS20周年記念イベント
- 「第4回ホシノタニマーケット＆今村夫妻WeddingParty」（座間ホシノタニ団地）
- 「JAF関東600万会員謝恩企画 富士急ハイランド特別優待デー/ダンディ坂野」（富士急ハイランド）
- 「アウトドアデイ ジャパン 2018 東京/JAFブース」（代々木公園イベント広場）
- 「ゆるキャン△トーク＆ライブショー」（富士急ハイランド）
- 「INGRESS×FUJI-Q」コラボイベント（富士急ハイランド）
- 「せとうちグルメフェス」（上野恩賜公園噴水広場）
- 「カープ2019開幕戦イベント」（JR広島駅1F特設ステージ）
- 「アウトドアデイ ジャパン 2019 東京/JAFブース」（代々木公園イベント広場）
- 「せとうちグルメフェス2019」（上野恩賜公園噴水広場）
- 「せとうちグルメフェス2020」（上野恩賜公園噴水広場）
- 「アウトドアデイ ジャパン 2021 東京/JAFブース」（代々木公園イベント広場）
- 自動車総連 愛知地方協議会「代表者のつどい」（豊田市カバハウス）
- 「2022書初イベント」（小牧市ピアーレ）
- 「牡蠣フェス2022」（上野恩賜公園噴水広場）
- ムロツヨシ、岸井ゆきの主演 映画「神は見返りを求める」
- SUPER FORMULA「NEXT50」プロジェクト発表会（LEXUS MEETS＠東京ミッドタウン日比谷）
- 映画「 愚か者のブルース」主題歌LORAN「愚か者のブルース」MV
- 「牡蠣フェス2023」（上野恩賜公園噴水広場）
- 「サスケの突撃！隣のクラス会♪」PV（広島宮島ロケ）
- 映画　私の卒業第4期「18歳、つむぎます」
- 「サスケの突撃！隣のクラス会♪vol.2」PV（那須塩原ロケ）
- 「せとうちグルメフェス2023」（上野恩賜公園噴水広場）
- 「Evolvin GOLF ROCK FES 2023」（JFE瀬戸内海ゴルフ倶楽部）
- 稲垣吾郎、新垣結衣出演映画「正欲」
- 映画『正欲』大ヒット御礼！広島・福山凱旋舞台挨拶（広島バルト11、福山エーガル8シネマズ）
- Evolvin GOLF ROCK FES 2024」（JFE瀬戸内海ゴルフ倶楽部）
- Evolvin GOLF ROCK FES 2025」（JFE瀬戸内海ゴルフ倶楽部）